# Implementation (samhällskunskap)
Implementation eller implementering är inom statsvetenskapen ett begrepp som syftar på genomförandet och förverkligandet av fattade politiska eller administrativa beslut och policys. Under senare år verkar dock begreppet ha börjat ändra betydelse och används även om de processer som inplanterar särskilda förhållningssätt hos personalen, att få rutiner att fungera i vardagsarbetet med mera. Detta är dock inte den ursprungliga statsvetenskapliga betydelsen av implementering eller implementation.